# Yamaha FS1

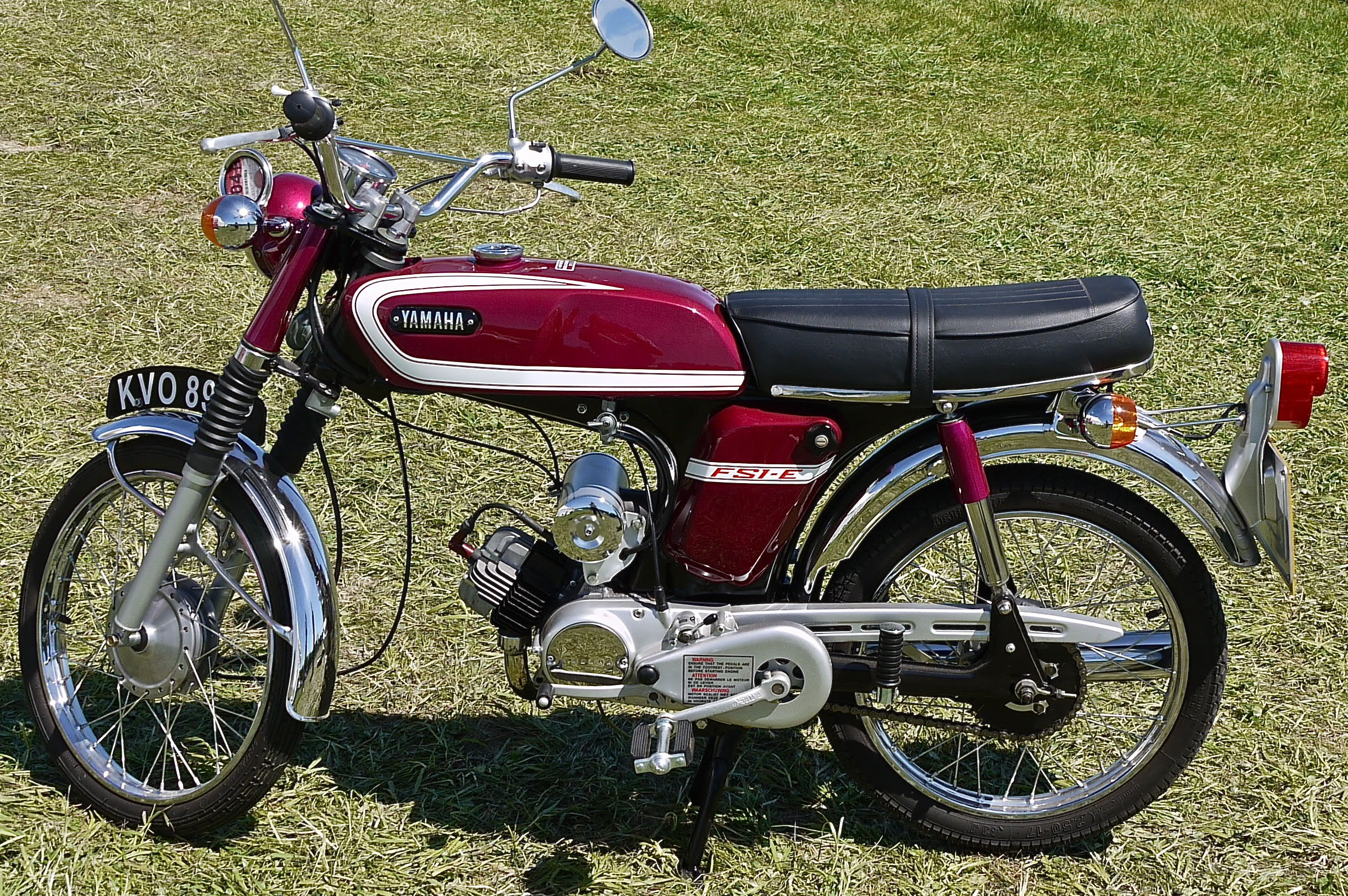
Britse Yamaha FS1

De Yamaha FS1 is een bromfiets van het merk Yamaha. De FS1 kwam in 1969 op de markt. De tank was vormgegeven met witte flanken. Het uiterlijk en bouw van de FS1 was die van een (kleine) motorfiets, berekend op een snelheid van 90 km/h: het frame werd ook gebruikt voor andere motorfietsen.
In 1970 werden er ongeveer 6500 stuks verkocht, het jaar daarop meer dan 8000.
In de jaren tachtig was de FS1 niet langer een topper op de markt doordat de concurrentie (zoals de Honda MB en Honda MT ) toenam. De FS1 bleef in Nederland leverbaar tot 1983. In 1987 maakte de FS1 met trommelrem een korte comeback. Dit type noemde men de FS1 2RU (Nederland) of 2RT (België). De Franse Motobécane / MBK-fabriek te Saint-Quentin (overgenomen in 1983 door Yamaha Motor), maakte tot 1990 nog het model voor een prijs van NLG 1200,- (~EUR 550).
Anno 2009 is de FS1 in Japan nog steeds in productie, technisch zijn er wel wijzigingen gedaan vanuit het milieu-oogpunt.
De huidige modellen hebben namelijk qua uiterlijk nagenoeg hetzelfde blok, zij het dat dit tegenwoordig 4-takt is.